# Anders Hermodsson
Karl Anders Fredrik Hermodsson (Stoccolma, 4 febbraio 1989 – 18 marzo 2022) è stato un giocatore di football americano e allenatore di football americano svedese che ha giocato nel ruolo di quarterback.
Ha giocato nelle giovanili dei Solna Chiefs (successivamente degli STU Northside Bulls), per poi trasferirsi per un anno alla squadra universitaria statunitense degli Ohio Northern Polar Bears; tornato in Svezia ha giocato per 3 stagioni in massima serie con gli STU Northside Bulls, poi ai Carlstad Crusaders (coi quali ha vinto 4 titoli nazionali e uno continentale). Dopo aver firmato con gli australiani Gold Coast Kings della National Gridiron League (campionato però mai avviato) e dopo una stagione giocata in Italia ai Marines Lazio è tornato in patria agli Stockholm Mean Machines, dove ha vinto un ulteriore titolo nazionale.

## Palmarès
- 1 IFAF Europe Champions League (2015)
- 5 SM-Final (2012, 2013, 2014, 2015, 2018)